# Raparna barcinonensis
Raparna barcinonensis là một loài bướm đêm trong họ Noctuidae.